# Свети Атанасий (Пърждево)
Вижте пояснителната страница за други значения на Свети Атанасий.
„Свети Атанасий“ (на македонска литературна норма: „Свети Атанасиј“) е възрожденска православна църква в демиркапийското село Пърждево, централната част на Северна Македония. Част е от Повардарската епархия на Македонската православна църква.
Църквата е гробищен храм, разположен на височина в южния край на селото. Изградена е през 1858 година според надписа на една мраморна плоча поставена на източната фасада. Сградата е трикорабна, като корабите са отделени с два реда колони. Централният кораб е по-висок от страничните, като и трите имат равни тавани, декорирани с цветни квадратни полета. На източната страна отвън има три апсиди, от които централната е олтарната, а страничните две са от проскомидията на северната и дяконика на южната страна. Главният вход е от западната страна, като има и от северната. Живописта в църквата също е от 1878 година според надписа на зографите Вангел, Никола и Коста Анастасович, подписали се зографи от село Крушево в лето 1878 декември 14. В църквата работят и струмишките зографи Григорий Пецанов и Васил Зограф.